# الحفير (بصية)
الحفيّر منطقة عراقية في ناحية بصية بقضاء السلمان بمحافظة المثنى بصحراء الحجرة بالبادية العراقية جنوب العراق، كانت من آبار شمال الطوال في حيازة فرقة العريف من عشائر الظفير.